# Austrophorocera bancrofti
Austrophorocera bancrofti är en tvåvingeart som beskrevs av Crosskey 1967. Austrophorocera bancrofti ingår i släktet Austrophorocera och familjen parasitflugor. Inga underarter finns listade i Catalogue of Life.